# Kurdistan Jamal
Kurdistan Jamal (* 20. Oktober 2002) ist eine irakische Hürdenläuferin, die sich auf den 100-Meter-Hürdenlauf spezialisiert hat und momentane Inhaberin des Landesrekordes über diese Distanz ist.

## Sportliche Laufbahn
Erste internationale Erfahrungen sammelte Kurdistan Jamal im Jahr 2021, als sie bei den Arabischen Meisterschaften in Radès in 15,33 s den fünften Platz über 100 m Hürden belegte. 2023 schied sie bei den Hallenasienmeisterschaften in Astana mit 8,90 s in der Vorrunde über 60 m Hürden aus und im April siegte sie in 64,87 s im 400-Meter-Hürdenlauf bei den Westasienmeisterschaften in Doha und über 100 m Hürden gewann sie dort in 14,38 s die Silbermedaille hinter der Omanerin Mazoon al-Alawi. Anschließend gewann sie bei den Arabischen U23-Meisterschaften in Radès in 14,30 s die Silbermedaille über 100 m Hürden und sicherte sich in 64,86 s die Bronzemedaille über 400 m Hürden. Zudem gewann sie mit der irakischen 4-mal-100-Meter-Staffel in 48,33 s die Silbermedaille. Im Juni belegte sie bei den Arabischen Meisterschaften in Marrakesch in 14,55 s und 66,35 s jeweils den vierten Platz und kurz darauf kam sie bei den Panarabischen Spielen in Algier über 100 m Hürden nicht ins Ziel.
2022 wurde Jamal irakische Meisterin im 100-Meter-Hürdenlauf.

## Persönliche Bestzeiten
- 100 m Hürden: 14,38 s (+1,8 m/s), 26. April 2023 in Doha (irakischer Rekord)
  - 60 m Hürden (Halle): 8,90 s, 11. Februar 2023 in Astana
- 400 m Hürden: 64,86 s, 24. Mai 2023 in Radès